# Geschiedenis van het geld

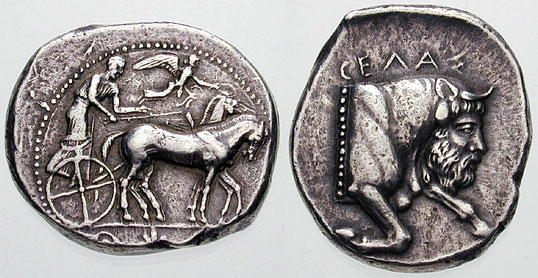
Griekse tetradrachme uit Gela op Sicilië, ca. 450 v.Chr.

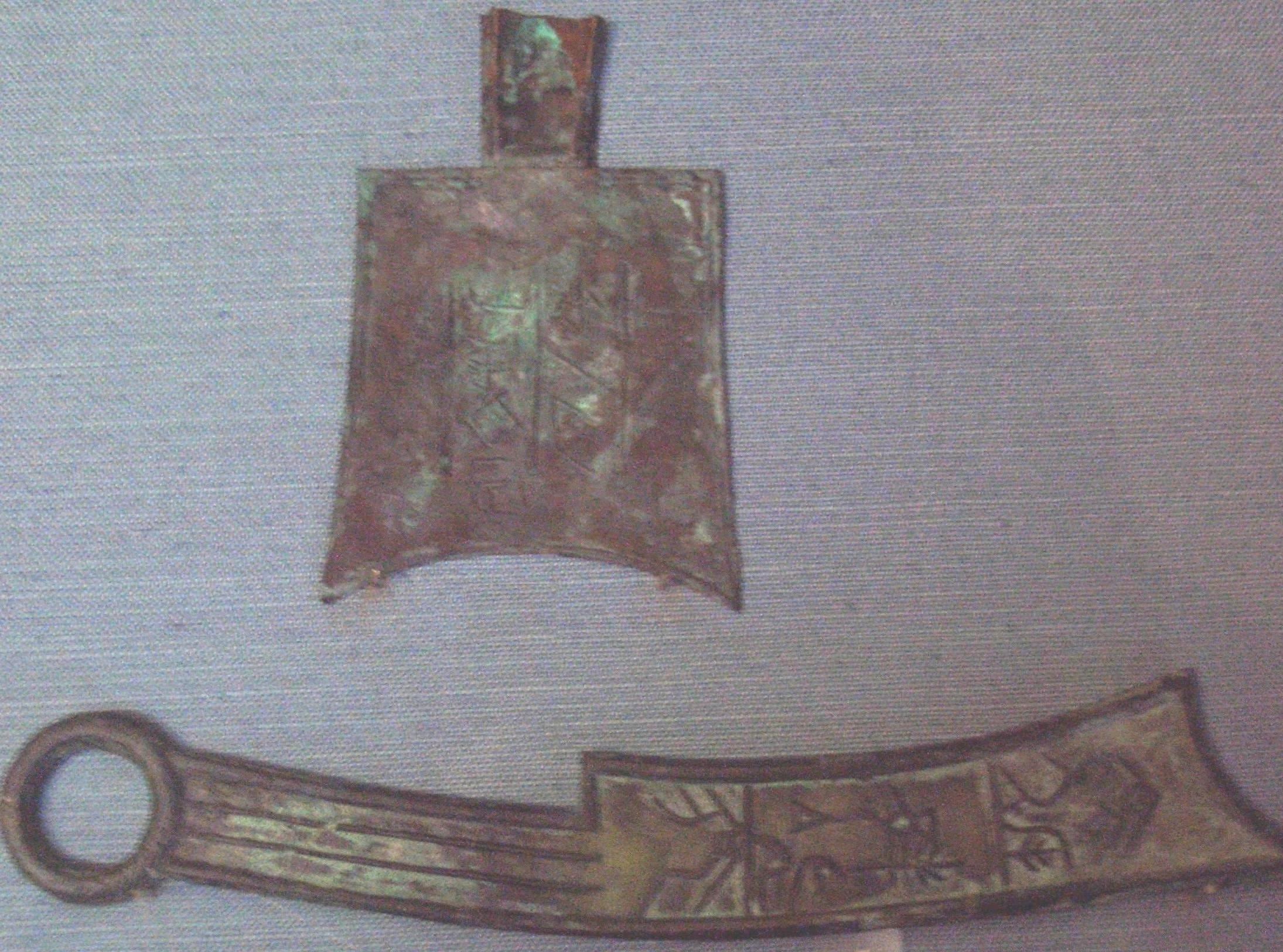
Chinees mes- en spadegeld uit de 5e eeuw v.Chr.

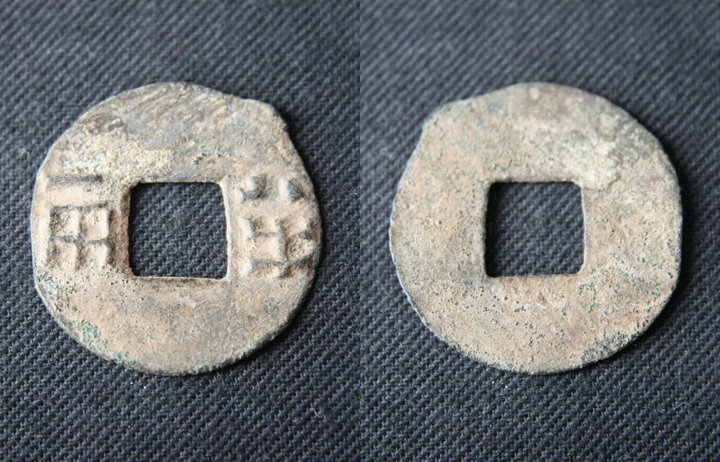
Chinese munt uit de vroege Han-dynastie

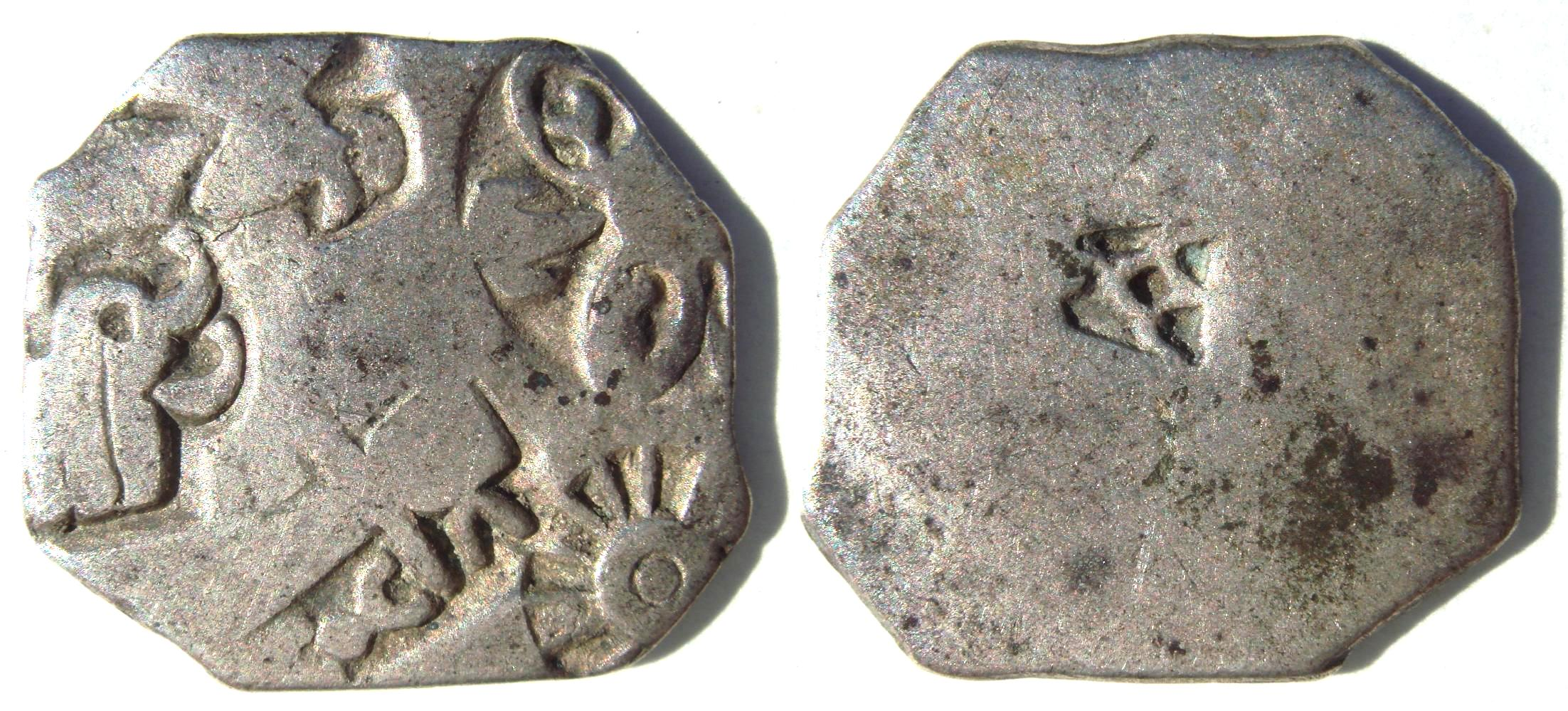
Indiase munt van de Mauryadynastie, ca. 320-180 v.Chr.

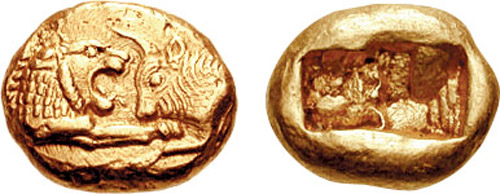
Lydische gouden stater uit de tijd van Kroisos (ca. 640 v.Chr.)

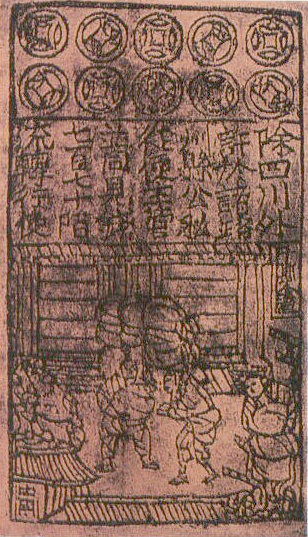
Een tiende-eeuws Chinees 'bankbiljet' uit Sichuan. Het eerste papiergeld dateert uit de Song-dynastie.

De geschiedenis van het geld overspant duizenden jaren. De numismatiek is de wetenschappelijke studie van geld en zijn geschiedenis. Voor geld zijn veel materialen gebruikt, van schaarse edelmetalen, schelpen en bedrukt papier. Geld is in essentie een symbolische voorstelling van een zekere waarde. Naast metalen munten wordt vooral papiergeld gebruikt. Sinds eind 20e eeuw is geld dat alleen als tegoed op een bankrekening bestaat (giraal geld) de belangrijkste vorm van geld. Toch hebben metalen zoals goud of zilver veel van de essentiële kenmerken van geld behouden. Deze edelmetalen hebben nog altijd een intrinsieke waarde die bepaald wordt door schaarste en begeerte.

## Opkomst van het geld

### Functies
Geld heeft drie functies: het kan gebruikt worden als tussengoed bij transacties, het kan dienen als waardemeter voor andere goederen en het kan een spaarmiddel zijn voor latere tijden.
Karl Polanyi maakt onderscheid tussen "general purpose"- en "special purpose"-geld. De voorwaarden waaraan dit eerste soort geld moet voldoen volgens Polanyi zijn: portability (makkelijk te transporteren), divisibility (makkelijk op te delen in kleinere coupures en meerdere denominaties), convertability (gemakkelijk inwisselbaar zijn), generality (algemeen aanvaard worden), anonimity (gebruikt kunnen worden zonder dat de eigenaar zich hoeft te identificeren) en legality (de garantie van de waarde door een overheidsinstantie).

## Pre-monetaire betalingsvormen
Vóór munten van metaal werden gemaakt werden andere waardevolle materialen gebruikt, zoals schelpen en zout.

## Eerste munten
Er zijn in de loop van de geschiedenis drie onafhankelijke munttradities ontstaan in de wereld: de Chinese, de Indische en de Lydische traditie.

### Chinese traditie
Het eerste Chinese geld werd vervaardigd rond 770 v.Chr. De oudste 'munten' waren in brons gegoten modellen van messen en spaden met Chinese karakters erop; tegelijk daarmee begon het gebruik van kèpèngs, ronde bronzen munten met een vierkant gat om er een touw doorheen te kunnen rijgen. Aan de hand van het opschrift zijn deze munten goed te identificeren. Ze werden vaak per streng verhandeld vanwege de geringe waarde van de individuele munten. Tot in het begin van de 20e eeuw bestond het Chinese muntverkeer hoofdzakelijk uit 'cash'.

### Indische traditie
In India werden de eerste munten onafhankelijk van andere culturen vervaardigd rond het jaar 500 v.Chr. Het waren onregelmatige plakjes zilver met kleine stempeltjes die planten, dieren en andere figuren voorstellen. Deze Indiase uitvinding bleef in zwang tot ongeveer 100 v.Chr. Vanaf de tijd van Alexander de Grote kreeg het Griekse muntbeeld (en later het Romeinse) een sterke invloed op Indiase munten.

### Westerse traditie
De 'westerse' traditie stamt waarschijnlijk uit Lydië in Klein-Azië. De eerste munten, die in de 7e eeuw v.Chr. werden vervaardigd, bestonden uit een druppel elektrum, een natuurlijk mengsel van goud en zilver, waar aan twee kanten een stempel in werd geslagen. In de loop van de 6e eeuw verspreidde de nieuwe uitvinding, die de handel sterk vergemakkelijkte, zich naar het Perzische Rijk in het oosten en de Griekse wereld in het westen. Deze munten vertonen gewoonlijk stads- en heerserssymbolen, die een hoge esthetische waarde kunnen hebben. Later werd een rond plakje metaal in een matrijs gelegd, waarna er aan beide kanten onder hoge druk een afbeelding werd aangebracht door persen of slaan. Maar ook in de westerse wereld werden munten wel gegoten.

## Eerste papiergeld
Papiergeld, dat per definitie fiduciair geld is, werd voor het eerst gebruikt in het Chinese Keizerrijk. In de 14e eeuw werd er reeds papiergeld gebruikt, maar het is mogelijk dat het op beperkte schaal ook al in de 7e eeuw in zwang was.

## Eerste creditcard
De mogelijkheid om te betalen met een kredietkaart (in Nederland wordt alleen de Engelse term 'credit card' gehanteerd) is in 1950 uitgevonden door Ralph Schneider en Frank X. McNamara. Diners Club produceerde het 'plastic geld' als eerste en introduceerde zijn club card in 1957 op de Nederlandse markt. De creditcard heeft een snelle vlucht genomen nadat andere bedrijven als American Express, VISA en MasterCard een uitgebreid wereldwijd netwerk van acceptatiepunten wisten op te bouwen.